# Дочери Муру
До́чери Му́ру, до́чки Му́ру, до́чки ба́бки Му́ру (эст. Murueide tütred) — персонажи эстонской мифологии и эстонского фольклора, луговые русалки. Упоминаются в семнадцатой песни эстонского народного эпоса «Калевипоэг». Muru в переводе с эстонского — «трава». Бабка Муру — дух дома и двора, а также властительница лугов.

## Сущность
Муру-бабка (эст. Murueit) или Муру-мать (эст. Muruema) живёт со своими дочерями в лесу. Она содействует хранителю леса Метсаване. Дочки Муру вечно молоды; они носят туманные белые одежды и лунными ночами любят порхать над травой в лесу. В народных сказаниях упоминаются также их посвистывания и купания в лесных озёрах и реках, которые они совершают летними ночами при лунном свете. Там они проводят короткие летние ночи, играя в воде и шутя. Дочки Муру поют в лесу птичьи песни для того, чтобы размножались все дикие звери и птицы. Они пособляют росту растений, следят, чтобы никто не причинил вреда «лесному народу». Дочки Муру никогда не вредят тем, кто попадает в лес, а, при необходимости, помогают им.
День почитания дочерей Муру и Метсаваны — день осеннего солнцестояния.
Люди могут встретить дочек Муру очень редко. Кому-то они могут показаться сами во всём своём великолепии, а кто-то может их увидеть только натерев глаза маслом, полученным от ведьмы. Если кто-то следит за ними, когда они купаются или посвистывают, любопытствующие могут быть наказаны слепотой или глухотой. В некоторых случаях юноше удаётся поймать дочку Муру и забрать её домой, но он не будет счастлив, живя с нею; рано или поздно дочка Муру возвращается к своим сёстрам. Тот, кто увидел дочек Муру, жаждет увидеть их снова, чтобы ещё раз полюбоваться их красотой; отправляется на их поиски ночь за ночью — но тщетно. Тоска по дочке Муру может отравить некоторым людям всю жизнь.

## Эпос «Калевипоэг». Песнь семнадцатая
Калевипоэг в походе * Битва с чужеземцами в Ассамалле * Происшествие у адского котла * Танец дочерей Муру
После одержанной победы в тяжёлой битве в Ассамалле Калевипоэг и три его близких друга — Алевипоэг, Сулевипоэг и Олевипоэг — идут пешком домой. После происшествия у адского котла с «мальчиком маленького роста» и старой бабой они, поев капустной похлёбки, ложатся у костра отдохнуть. Когда она засыпают, появляются дочки Муру:
И пришли другие гости,
Родичи пришли иные,
Вышли дочки бабки Муру
На траве густой резвиться,
Танцевать в росе прохладной.
— Девы нежные, сестрицы!
Будем весело качаться
На травинках полевицы,
В колокольчиках лазурных
И на таволге росистой!...
— Кто там, сёстры, на поляне?
— Это спят четыре мужа!
Мы нарядим спящих братьев,
Молодцев, как день румяных,
В сребротканные кафтаны,
В шапки белого тумана.
Нежные, пойдём, сестрицы,
Вышьем братьям сон отрадный,
Выткем радостных видений
Образы перед зарёю!

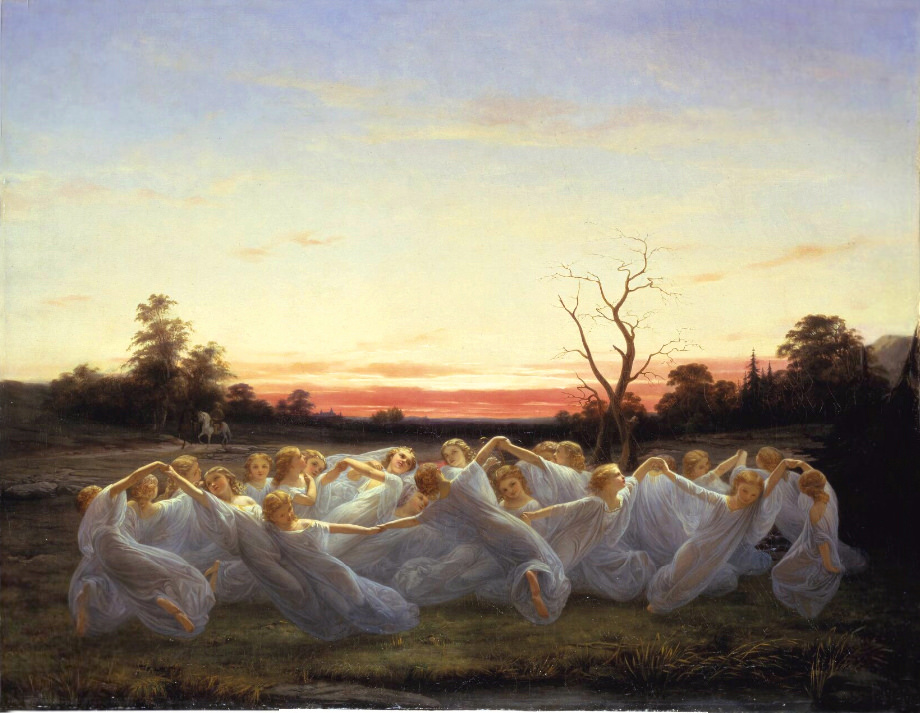
«Феи на лугу». Нильс Бломмер, 1850 год

Одна из дочек Муру произносит над спящим Калевипоэгом свой наказ: как идти «земной тропою», «путём небесным», «дорогой ада» и «путём войны».
Пела птица в чаще елей,
В тёмных ольхах куковала:
Меж осин лесная дева.
Вот уж курицы рассвета
Закудахтали над лесом,
И заканчивали праздник
Дочки старой бабки Муру.
С колокольчиков лазурных,
С листьев таволги вспорхнули,
Испугавшись солнца утра.
Уж и голос из-за леса
Мать сердито подавала:
— Девушки, домой спешите,
Тоненькие, за работу —
Вышивать шелка цветные,
Красные плести шнурочки!..
— Нежные, бежим, сестрицы!
Поспешим домой, родные!
Пролетел весёлый праздник,
Радость наша миновала!

## Песня

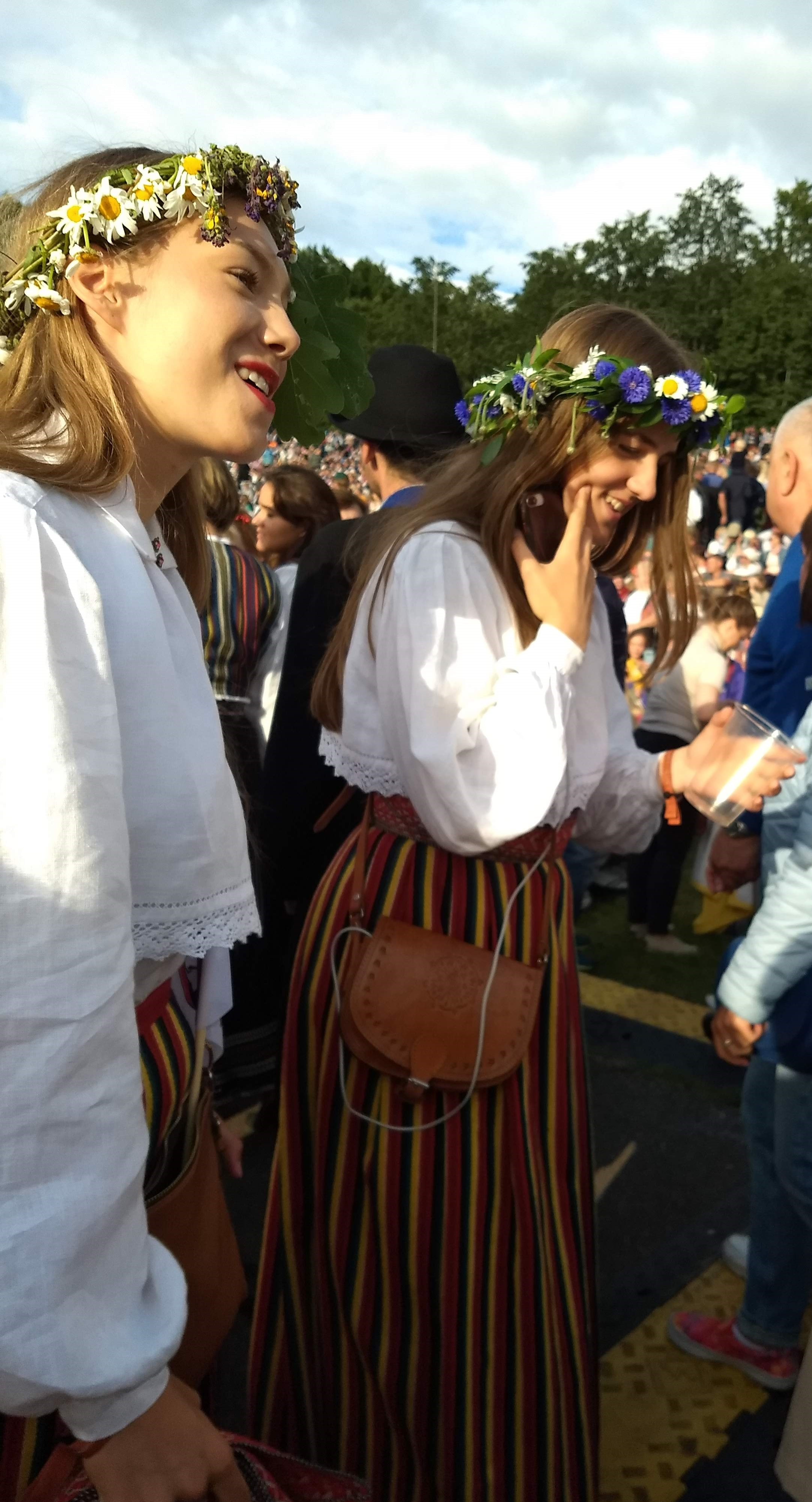
На всеэстонском празднике песни

Дочки Муру упоминаются в песне «Народ Кунгла» (эст. «Kungla rahvas» — хоровая песня, написанная Карлом Августом Германом в 1874 году, автор слов Фридрих Кульбарс, исполняется на всеэстонских праздниках песни):
«Siis kõlas kaunilt lauluviis
ja pärjad pandi pähe,
ja murueide tütreid siis
sai eesti rahvas näha».
[«Красиво зазвучала песня,
и венки были надеты на голову,
и тогда дочерей Муру
увидел эстонский народ».]